# Graham Wagg
Graham Grant Wagg (født 28. april 1983 i Rugby) er en engelsk cricketspiller, som i øjeblikket spiller for Derbyshire, efter en overgang hvor ha spillede for Warwickshire.
Wagg har spillet tre testkampe for holdet (U-19) mod Indien.
I 2005 blev Wagg udelukket for brug kokain. Kontrakten med Warwickshire blev afbrudt, og han underskrev en et årig aftale med Derbyshire for sæsonen 2006.